# Nguyễn Văn Chiển
Nguyễn Văn Chiển (1919–2009) là một nhà địa chất Việt Nam. Ông được xem là người đặt nền móng cho ngành địa chất Việt Nam.

## Tiểu sử
Ông sinh ở xã Trạm Lộ, huyện Thuận Thành, tỉnh Bắc Ninh. Ông theo học ở Trường Bưởi. Tháng 6/1941, ông đổ đầu kỳ thi tú tài toàn xứ Đông Dương. Ông tốt nghiệp Đại học Khoa học năm 1944. Năm 1963, Nguyễn Văn Chiển bảo vệ thành công luận án Tiến sĩ Địa chất tại Liên Xô.
Ông giảng dạy tại các trường Cao đẳng khoa học, Trung học kháng chiến ở Phú Thọ, Trường Trung cấp Sư phạm Trung ương và sau đó công tác tại Ban Tu Thư của Bộ Giáo dục để biên soạn sách giáo khoa. Ông giảng dạy tại các trường Bách khoa và Trường Đại học Tổng hợp Hà Nội. Các sinh viên do ông hướng dẫn hiện là các nhà địa chất học có tiếng của Việt Nam như: Tống Duy Thanh, Phan Trường Thị, Phạm Văn Tỵ, Đặng Vũ Khúc, Trần Nghi, Mai Trọng Nhuận, Trần Đức Thạnh.
Ông từng giữ vị trí phó Viện trưởng Viện Khoa học Công nghệ Việt Nam nay là Viện Hàn lâm Khoa học và Công nghệ Việt Nam (VAST)    , Ông là người đặt viên gạch đầu tiên cho Trường Đại học Mỏ–Địa chất, là người sáng lập ra khoa Địa lý – Địa chất của Trường ĐH Tổng hợp Hà Nội, nay đã phát triển thành 4 khoa: Khoa Địa lý, Khoa Địa chất, Khoa Khí tượng – Thủy văn – Hải dương học, khoa Môi trường của Trường ĐH Khoa học Tự nhiên, ĐHQGHN.
Ông là Chủ tịch đầu tiên của Hội đồng học hàm Liên ngành Khoa học Trái đất và Mỏ. Ông được Nhà nước Việt Nam trao tặng danh hiệu Nhà giáo Nhân dân, Huân chương Lao động hạng Nhất, Giải thưởng Hồ Chí Minh về Khoa học & Kỹ thuật (2005).
Ông mất ngày 21 tháng 7 năm 2009.

## Công trình tiêu biểu
Một vài công trình tiêu biểu của ông như:
- Những xâm nhập đábase và siêu base ở miền Bắc Việt Nam, 1969;
- Địa chất đại cương, do Trường Đại học Tổng hợp xuất bản, 1971;
- Địa chất miền Bắc Việt Nam (Bản thuyết minh cho bản đồ địa chất miền Bắc Việt Nam, tỉ lệ 1:500.000 (đồng tác giả), Nhà xuất bản Khoa học và Kỹ thuật, 1971;
- Thạch học (đồng tác giả), Nhà xuất bản Đại học và Trung học chuyên nghiệp, 1973. Nhà xuất bản Giao thông vận tải, 1999;
- Những vấn đề địa chất Tây Bắc Việt Nam (đồng tác giả), Nhà xuất bản Khoa học và Kỹ thuật, 1977.

## Vinh danh
Tên ông được đặt cho các loài hóa thạch như Squameofavosites vanchieni, Plethorhyncha chieni
Ngày 2 tháng 11 năm 2013, Toàn bộ di sản của ông gồm khoảng 2500 tư liệu, chủ yếu là tư liệu gốc gồm các sổ ghi chép, nhật ký địa chất, bản thảo công trình nghiên cứu, bài viết, ảnh tư liệu, hiện vật khối được lưu giữ từ sau năm 1945 đến nay được trao cho Trung tâm di sản các nhà khoa học Việt Nam.